# Ginger Baker
Peter Edward "Ginger" Baker (19 d'agost de 1939 a Lewisham, Londres - 6 d'octubre de 2019) va ser un bateria anglès conegut pel seu treball amb el grup Cream. També és conegut per les seves nombroses associacions amb la música del Nou Món, l'ús de les influències africanes en els seus treballs i d'altres diverses col·laboracions, com el seu treball amb el grup de rock Hawkwind.

## Orígens
Baker va guanyar fama com a membre de l'agrupació Graham Bond Organization, per després convertir-se en membre de la banda Cream juntament amb Jack Bruce i Eric Clapton des de 1966 fins que es va dissoldre el 1968.
Més tard s'uniria al grup Blind Faith. El 1970 Baker va formar, va fer una gira i va gravar un disc amb el seu grup de fusió rock anomenat Ginger Baker's Air Force.
Gravaria el 1972 un àlbum anomenat Stratavarious amb el nigerià pioner de l'afrobeat  Fela Ransome-Kuti i el vocalista Bobby Tench del The Jeff Beck Group sota el seu propi nom. Baker Gurvitz Army es va formar el 1974 i va llançar tres àlbums abans de la seva desaparició el 1976.
Des de llavors, Baker ha publicat molts àlbums de jazz i fusió ètnica de percussió. També ha gravat i realitzat gires amb diversos conjunts de jazz, clàssica i rock.

## Associacions =
Baker va formar i va gravar amb Ginger Baker's Energy i ha estat involucrat en col·laboracions amb Bill Laswell, el baixista de jazz Charlie Haden i el guitarrista de jazz Bill Frisell. També va ser membre de Hawkwind, Atomic Rooster i Public Image. El 1994 va formar The Ginger Baker Trio i es va unir el baixista Googe al Masters of the Reality formada pel productor, cantant i guitarrista Chris Goss.

## Junt amb els membres de Cream
Baker i  Bruce van tocar junt en la Graham Bond Organization abans que acceptessin una invitació d'Eric Clapton per unir-se a la banda el 1966, tot i que Jack i Ginger no es portaven molt bé, la qual cosa va ser un dels desencadenants de la posterior dissolució de Cream. Cream es dissoldria el 1969 Baker es va unir juntament amb Clapton a Ric Grech i Steve Winwood en la formació de Blind Faith. El 1994 Baker es va unir a 'BBM' (Bruce-Baker-Moore) un power trio de curta vida compost per Ginger Baker, Jack Bruce i el guitarrista de blues rock irlandès Gary Moore. Durant maig de 2005 Baker es va reunir amb Eric Clapton i Jack Bruce per a un re-unió del grup al Royal Albert Hall. En aquests concerts i en els que va fenar posteriorment al Madison Square Garden de Nova York van tornar manifestar-se]]er les diferències entre Ginger i Jack. Aquest últim és citat en un article de la revista Rolling Stonde el 2009 dient: "Avui en dia, estem feliços de coexistir en diferents continents [Bruce viu a Gran Bretanya, Baker a Sud-àfrica] ... Encara quo estava pensannt a demanar-li que torni a e canarit de residència. Encara està una mica massa a pr."

## Estil
La forma de tocar de Baker va atreure l'atenció per la seva exuberància, espectacle, i ús pioner de dos bombos en lloc d'un de sol. Fermament convençut com un bateria de jazz, es disgustava quan es referien a ell com un bateria de rock. Encara que de vegades actuava en forma similar a Keith Moon de The Who, Baker també va emprar un estil més restringit influenciat pels grup de Jazz britànics que escolto a la fi dels 50 i principis dels 60.
En els seus primers dies com bateria executava llargs solos de bateria, el més conegut és una peça de 16 minuts de durada anomenada "Toad" que es troba en l'àlbum doble de Cream Wheels of Fire.
També és conegut per utilitzar una varietat d'altres instruments de  percussió i per la seva aplicació dels ritmes africans.

## Discografia

### Blind Faith
- Blind Faith Polydor (1969)

### Cream
- Fresh Cream Polydor (1966)
- Disraeli Gears Polydor (1967)
- Wheels of Fire Polydor (1968)
- Goodbye Polydor (1969)
- Live Cream Polydor (1970)
- Live Cream Volume II Polydor (1972)
- Live 1968 Koin (1989)
- Royal Albert Hall London May 2-3-5-6 2005 Reprise (2005)

### Ginger Baker's Air Force
- Ginger Baker's Air Force Atco (1970)
- Ginger Baker's Air Force II Atco (1970)

### Baker Gurvitz Army
- Baker Gurvitz Army Janus (1974)
- Elysian Encounter Atco (1975)
- Hearts on Fire Atco (1976)
- Flying In and Out of Stardom Castle (2003)
- Greatest Hits GB Music (2003)
- Live in Derby Major league productions (2005)
- Live Revisited (2005)

### En Solitari
- Stratavarious Polydor (1972)
- Eleven Sides of Baker Sire (1977)
- From Humble Oranges CDG (1983)
- Horses & Trees Celluloid (1986)
- No Material live album ITM (1987)
- Middle Passage Axiom (1990)
- Unseen Rain Day Eight (1992)
- Going Back Home Atlantic (1994)
- Ginger Baker's Energy ITM (1995)
- Ginger Baker The Album ITM (1995)
- Falling off the roof Atlantic (1995)
- Do What You Like Atlantic (1998)
- Coward of the County Atlantic (1999)
- African Force ITM (2001)
- African Force: Palanquin's Pole Synergie (2006)

### Altres
- Live ! (with Ginger Baker) Africa 70 and Fela Kuti Polydor (1971)
- Band on the Run Paul McCartney and Wings Capitol/EMI (1973)
- Levitation Hawkwind Castle (1980)
- Zones Hawkwind Flicknife (1983)
- This Is Hawkwind, Do Not Panic Hawkwind Flicknife (1984)
- Album Public Image Electra/Virgin (1986)
- Unseen Rain with Jens Johansson and Jonas Hellborg Day Eight (1992)
- Sunrise on the Sufferbus by Masters of Reality Chrysalis (1992)
- Around the Next Dream por BBM Capitol (1994)

## Kit de Bateria

### Tambors
- 20 "x 11" Bass (peu dret)
- 22 "x 11" Bass (peu esquerre)
- 12x8 "y 13x9" toms amunt
- 14x14 "16x14" toms de pis
- 1940 de 6,5 "x 14" negre acabat de fusta Leedy Broadway SNARE

En 1968, Baker té una nova bateria amb 20 "x14" i 22 "x14" bombos per a la gira de comiat.

### Actualment
- Toms 10 "x 8", 12 "x 8", 13 "x 10", 14 "x 12", als suports frontals
- Bombos 20 "x 14" & 22 "x 14"
- 13 "SNARE Craviotto DW
- 14 "SNARE Leedy (repost)
- Pedals de bombo 5000 DW Accelerator
- 4 plats ZILDJIAN.
- 1 Stand DW HiHat
- 1 Stand DW SNARE
- 7 baquetes Zildjian Ginger Baker

### Platets
- De 1963-present fets per Zildjian

### Percussió
- Esquellots davant costat dret